# João-de-bico-pálido
Forneiro-de-bico-pálido ou joão-de-bico-pálido (Furnarius torridus) é uma espécie de ave da família Furnariidae.
Pode ser encontrada nos seguintes países: Brasil, Equador e Peru.
Os seus habitats naturais são: florestas subtropicais ou tropicais húmidas de baixa altitude e pântanos subtropicais ou tropicais.